# 폴라 네그리
폴라 네그리(Pola Negri, 1897년 1월 3일 ~ 1987년 8월 1일)는 폴란드의 배우이다. 비극적인 캐릭터와 팜 파탈 역할로 전세계적인 인기를 구가하면서 무성 영화와 할리우드 황금시대를 이끌었다.

## 영화
- 마쯔루카 - 베라(가수) 역
- 들고양이 - 리슈카 역
- 두바리부인 - 잔느 보베르니에/ 마담 두바리 역
- 미이라 마의 눈 - 엄마 역
- 폴란드 무용수 - 폴라 역